# Aguilcourt
Aguilcourt és un municipi francès situat al departament de l'Aisne i a la regió dels Alts de França. L'any 2007 tenia 339 habitants.

## Demografia

### Població
El 2007 la població de fet d'Aguilcourt era de 339 persones. Hi havia 132 famílies de les quals 24 eren unipersonals (8 homes vivint sols i 16 dones vivint soles), 44 parelles sense fills, 56 parelles amb fills i 8 famílies monoparentals amb fills.
La població ha evolucionat segons el següent gràfic:
Habitants censats

### Habitatges
El 2007 hi havia 133 habitatges, 131 eren l'habitatge principal de la família i 2 estaven desocupats. 131 eren cases i 2 eren apartaments. Dels 131 habitatges principals, 98 estaven ocupats pels seus propietaris, 31 estaven llogats i ocupats pels llogaters i 2 estaven cedits a títol gratuït; 1 tenia dues cambres, 10 en tenien tres, 28 en tenien quatre i 92 en tenien cinc o més. 112 habitatges disposaven pel capbaix d'una plaça de pàrquing. A 48 habitatges hi havia un automòbil i a 76 n'hi havia dos o més.

### Piràmide de població
La piràmide de població per edats i sexe el 2009 era:
| Homes | Edats   | Dones |
| ----- | ------- | ----- |
| 0     | 95 o +  | 0     |
| 0     | 90 a 94 | 0     |
| 8     | 85 a 89 | 12    |
| 0     | 80 a 84 | 0     |
| 4     | 75 a 79 | 4     |
| 4     | 70 a 74 | 4     |
| 4     | 65 a 69 | 0     |
| 0     | 60 a 64 | 8     |
| 4     | 55 a 59 | 8     |
| 4     | 50 a 54 | 12    |
| 20    | 45 a 49 | 12    |
| 12    | 40 a 44 | 12    |
| 12    | 35 a 39 | 16    |
| 16    | 30 a 34 | 20    |
| 20    | 25 a 29 | 12    |
| 12    | 20 a 24 | 0     |
| 16    | 15 a 19 | 24    |
| 20    | 10 a 14 | 24    |
| 8     | 5 a 9   | 12    |
| 16    | 0 a 4   | 4     |

## Economia
El 2007 la població en edat de treballar era de 237 persones, 178 eren actives i 59 eren inactives. De les 178 persones actives 158 estaven ocupades (89 homes i 69 dones) i 20 estaven aturades (7 homes i 13 dones). De les 59 persones inactives 17 estaven jubilades, 24 estaven estudiant i 18 estaven classificades com a «altres inactius».

### Ingressos
El 2009 a Aguilcourt hi havia 128 unitats fiscals que integraven 350,5 persones, la mediana anual d'ingressos fiscals per persona era de 18.819 €.

### Activitats econòmiques
Dels 9 establiments que hi havia el 2007, 2 eren d'empreses de comerç i reparació d'automòbils, 1 d'una empresa de transport, 1 d'una empresa d'hostatgeria i restauració, 1 d'una empresa financera i 4 d'empreses immobiliàries.
L'any 2000 a Aguilcourt hi havia 7 explotacions agrícoles que ocupaven un total de 1.197 hectàrees.

## Poblacions més properes
El següent diagrama mostra les poblacions més properes.